# Equações de Navier-Stokes
As equações de Navier Stokes são equações diferenciais que descrevem o escoamento de fluidos. São equações a derivadas parciais que permitem determinar os campos de velocidade e de pressão num escoamento. Foram denominadas assim após Claude-Louis Navier e George Gabriel Stokes desenvolverem um conjunto de equações que descreveriam o movimento das substâncias fluidas tais como líquidos e gases. Estas equações estabelecem que mudanças no momento e aceleração de uma partícula fluída são simplesmente o produto (resultado) das mudanças na pressão e forças viscosas dissipativas (similar a fricção) atuando no fluido. Esta força viscosa se origina na interação molecular.
Estas são um dos mais úteis conjuntos de equações, pois descrevem a física de um grande número de fenômenos de interesse econômico e acadêmico, inclusive em diversos ramos da engenharia. São usadas para modelar o clima, correntes oceânicas, fluxos da água em oceanos, estuários, lagos e rios, movimentos das estrelas dentro e fora da galáxia, fluxo ao redor de aerofólios (asas) de automóveis e de aviões, propagação de fumaça em incêndios e em chaminés industriais.
Também são usadas diretamente nos projetos de aeronaves e carros, nos estudos do fluxo sanguíneo (hemodinâmica), no projeto de usinas hidrelétricas, nos projetos de hidráulica marítima, na análise dos efeitos da poluição hídrica em rios, mares, lagos, oceanos e da dispersão da poluição atmosférica, etc. O modelo matemático muitas vezes deve ser complementado por um modelo físico num laboratório de hidráulica ou num túnel de vento, tendo em vista as suas limitações práticas para representar escoamentos tridimensionais.
As equações de Navier-Stokes, juntamente com as equações de Maxwell, podem ser úteis para a modelagem e para estudos na magnetohidrodinâmica.
Estas são equações diferenciais que descrevem o movimento do fluido, e que diferentemente das equações algébricas, não procuram estabelecer uma relação entre as variáveis de interesse (por exemplo. velocidade e pressão). Em vez disto, elas estabelecem relações entre as taxas de variação ou fluxos destas quantidades. Em termos matemáticos, estas razões correspondem a suas derivadas. As equações de Navier-Stokes para o caso mais simples de um fluido ideal com viscosidade zero, estabelecem que a aceleração (a razão de variação da velocidade) é proporcional a derivada da pressão interna.
Isto significa que as soluções das equações de Navier-Stokes para um dado problema físico devem ser obtidas com a ajuda do cálculo. Em termos práticos, somente os casos mais simples podem ser resolvidos desta forma e suas soluções exatas são conhecidas. Estes casos freqüentemente envolvem fluxo não-turbulento em estado estacionário (o fluxo não varia como o tempo) no qual a viscosidade do fluido é grande ou sua velocidade pequena (número de Reynolds pequenos).
Para situações mais complexas, tais como um sistema de clima global como o El Niño ou a sustentação em uma asa, as soluções para a equação de Navier-Stokes freqüentemente devem ser encontradas com a ajuda de computadores. Este é um campo da ciência conhecido como CFD, sigla do inglês Computational Fluid Dynamics ou Dinâmica dos Fluidos Computacional.
Embora estas equações tenham sido escritas no século XIX, ainda não foi comprovado que, a três dimensões existem sempre soluções, ou que, se elas existem, então não contêm qualquer singularidade (ou infinito ou descontinuidade). Existe um prêmio de 1 milhão de dólares que foi oferecido em maio de 2000 pelo Instituto de Matemática Clay para qualquer um que fizer progressos substanciais na direção de uma teoria matemática que possa ajudar a entender este fenômeno.

## Suposições básicas

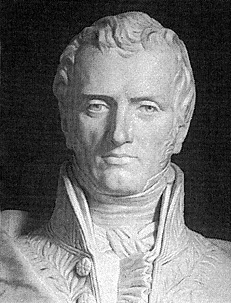
Busto de Claude-Louis Navier na École Nationale des Ponts et Chaussées

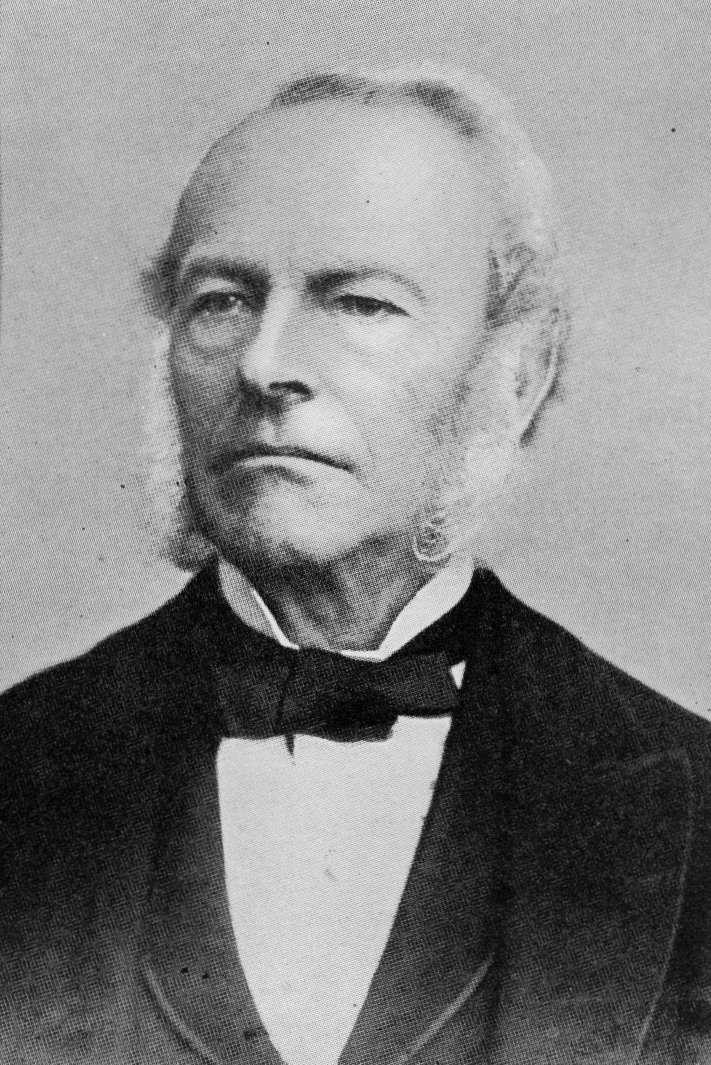
George Gabriel Stokes

Antes de entrar nos detalhes da equação de Navier-Stokes, é necessário fazer várias suposições acerca dos fluidos. A primeira é que um fluido é um meio contínuo. Isto significa que ele não contém vazios, como por exemplo, bolhas dissolvidas no gás, ou que ele não consiste de partículas como na neblina atmosférica. Outra hipótese necessária é que todas as variáveis de interesse tais como pressão, velocidade, densidade, temperatura, etc., são diferenciáveis (isto é, não há transição de fase). O que exclui as situações como, por exemplo, os escoamentos com superfície livre (como em canais), o escoamento da água em torno do casco de um barco, ou ainda em situações onde cavitação é passível de ocorrência, como nos propulsores de embarcações.
Estas equações são obtidas a partir de princípios básicos de conservação de massa, momento linear, e energia. Para tornar mais fácil a aplicação destes princípios é útil a consideração de um volume arbitrário finito, chamado volume de controle. Este volume é representado por {\displaystyle \Omega } e sua superfície de confinamento por {\displaystyle \partial \Omega }. O volume de controle permanece fixo no espaço ou pode mover-se como o fluido, o que conduz a considerações especiais, como será mostrado a seguir. Se for conveniente, pode ser considerado que se trata de um volume elementar, suficientemente pequeno para que no seu seio as propriedades do fluido sejam relativamente homogêneas, quase como se tratasse de uma partícula homogênea.

## Propriedades

### Não linearidade
As equações de Navier-Stokes são equações diferenciais parciais não-lineares em praticamente todas as situações reais. Em alguns casos, tais como no fluxo unidimensional e no escoamento de Stokes, estas equações podem ser simplificados em equações lineares. A não linearidade faz com que a maioria dos problemas sejam difíceis ou impossíveis de resolver e é o principal contribuinte para a turbulência que o modelo de equações.

### Turbulência
Na mecânica de fluidos, turbulência ou fluxo turbulento é um regime de fluido caótico, caracterizado por alterações de propriedades de natureza estocástica.
O regime turbulento pode ocorrer em variadas situações de fluxo, tanto com superfície livre como em escoamento confinado, sendo habitual em situações de caudal elevado. O parâmetro mais utilizado para a verificação da existência deste regime é o número de Reynolds.

## Derivada material
As mudanças nas propriedades de um fluido em movimento podem ser medidas de duas formas diferentes. Isso será ilustrado através da medição da velocidade do vento na atmosfera: uma forma de medir estas mudanças é com a ajuda de um anemômetro em uma estação climática, outra forma seria pela liberação de um balão atmosférico, que esteja a flutuar em equilíbrio perfeito no ar, praticamente sem massa nem inércia, só se deslocando se o fluido o arrastar. Claro que o primeiro caso é mais indicado para medição da velocidade de todas as partículas que passam através de um ponto fixo no espaço. Contudo, no segundo caso o instrumento mede mudanças na velocidade à medida que o balão se move com o fluido. Também mede mudanças na densidade, na temperatura, na pressão, etc. No estudo da variação das propriedades dos fluidos interessa relacionar as variações ao longo do tempo num ponto fixo, com as variações ao longo de um trajeto num instante fixo, como que conjugando o anemômetro e o balão. A derivada de um campo com respeito a uma posição fixa no espaço é conhecida como derivada espacial ou de Euler. A derivação acompanhando o movimento de uma partícula é chamada de derivada substantiva ou Lagrangiana.
A derivada material, englobando os termos de Euler e de Lagrange, é definida pelo operador:
{\displaystyle {\frac {D}{Dt}}(\cdot )\equiv {\frac {\partial (\cdot )}{\partial t}}+(\mathbf {v} \cdot \nabla )(\cdot )}
onde {\displaystyle \mathbf {v} } é a velocidade do fluido. O primeiro termo do lado direito da equação é a derivada tradicional de Euler, isto é, a derivada em ordem ao tempo num ponto fixo do espaço. O segundo termo representa as mudanças devidas ao movimento do fluido.

## Leis de conservação
As equações de Navier-Stokes são derivadas dos princípios da conservação da:
- Massa
- Energia
- Momento linear
- Momento angular

Adicionalmente, é necessário assumir uma relação constitutiva ou equação de estado para o fluido.
Na sua forma mais geral, uma lei de conservação estabelece que a razão de mudança de uma propriedade continua {\displaystyle L} definida em todo volume de controle deve ser igual aquilo que é perdido através das fronteiras do volume, carregado para fora pelo movimento do fluido, mais o que é criado/consumido pelas fontes e sorvedouros dentro do volume de controle. Isto é expresso na seguinte equação integral:
{\displaystyle {\frac {d}{dt}}\int _{\Omega }L\;d\Omega =-\int _{\partial \Omega }L\mathbf {v\cdot n} d\partial \Omega +\int _{\Omega }Qd\Omega }
Onde {\displaystyle \mathbf {v} } é a velocidade do fluido e {\displaystyle Q} representa as fontes e sorvedouros de {\displaystyle L} no fluido.
Se o volume de controle é fixado no espaço então a equação integral pode ser expressa assim:
{\displaystyle {\frac {d}{dt}}\int _{\Omega }Ld\Omega =-\int _{\Omega }\nabla \cdot (L\mathbf {v} )d\Omega +\int _{\Omega }Qd\Omega }
Note que o teorema da divergência de Gauss foi usado na dedução desta última equação, de forma a expressar o primeiro termo do lado direito no interior do volume de controle. Portanto:
{\displaystyle {\frac {d}{dt}}\int _{\Omega }Ld\Omega =-\int _{\Omega }(\nabla \cdot (L\mathbf {v} )-Q)d\Omega }
A expressão acima é válida para {\displaystyle \Omega }, que é um volume de controle que permanece fixo no espaço. Devido a {\displaystyle \Omega } não variar no tempo, é possível trocar os operadores "{\displaystyle {\frac {d}{dt}}}" e "{\displaystyle \int _{\Omega }^{}d\Omega }". E como esta expressão é valida para todos os domínios podemos, além disso, remover a integral.
Com a introdução da derivada material obtemos, quando {\displaystyle Q=0} (nenhuma fonte ou sorvedouro):
{\displaystyle {\frac {\partial }{\partial t}}L+\nabla \cdot \left(L\mathbf {v} \right)={\frac {D}{Dt}}L+L\left(\nabla \cdot \mathbf {v} \right)=0}

### Equação da continuidade
A conservação da massa é descrita assim:
{\displaystyle {\frac {\partial \rho }{\partial t}}+\nabla \cdot \left(\rho \mathbf {v} \right)=0}
{\displaystyle ={\frac {\partial \rho }{\partial t}}+\rho \nabla \cdot \mathbf {v} +\mathbf {v} \cdot \nabla \rho }
{\displaystyle ={\frac {D\rho }{Dt}}+\rho \nabla \cdot \mathbf {v} =0}
onde {\displaystyle \rho } é a densidade de massa (massa por unidade de volume), e v é a velocidade do fluido.
No caso de um fluido incompressível, {\displaystyle \rho } não é uma função do tempo ou espaço e a equação se reduz a:
{\displaystyle \nabla \cdot \mathbf {v} =0}:

### Conservação de momentum linear (quantidade de movimento)
{\displaystyle {\frac {\partial }{\partial t}}\left(\rho v_{i}\right)+\nabla \cdot (\rho v_{i}\mathbf {v} )=\rho f_{i}.}
{\displaystyle \rho f_{i}} é a i-ésima componente da força atuando no fluido (sempre força por unidade de volume. As forças comumente encontradas incluem a gravidade e gradientes de pressão. Isto também pode ser expresso como:
{\displaystyle {\frac {\partial }{\partial t}}\left(\rho \mathbf {v} \right)+\nabla \cdot (\rho \mathbf {v} \otimes \mathbf {v} )=\rho \mathbf {f} }
Note que {\displaystyle \mathbf {v} \otimes \mathbf {v} } é um tensor de segunda ordem, onde {\displaystyle \otimes } representa o produto tensorial.
Nós podemos simplificar isto ainda mais, usando a equação de continuidade, obtendo:
{\displaystyle \rho {\frac {Dv_{i}}{Dt}}=\rho f_{i}}
a qual é frequentemente escrita como:
{\displaystyle \rho {\frac {D\mathbf {v} }{Dt}}=\rho \mathbf {f} }
Na qual pode-se reconhecer a 2ª Lei de Newton em sua forma usual: {\displaystyle \mathbf {F} =m\mathbf {a} }.

## Forma geral
A forma geral das equações de Navier-Stokes para a conservação do momento é:
{\displaystyle \rho {\frac {D\mathbf {v} }{Dt}}=\nabla \cdot \mathbb {P} +\rho \mathbf {f} }
Onde:
{\displaystyle \mathbb {P} ={\begin{pmatrix}p&0&0\\0&p&0\\0&0&p\end{pmatrix}}+{\begin{pmatrix}\sigma _{xx}&\tau _{xy}&\tau _{xz}\\\tau _{yx}&\sigma _{yy}&\tau _{yz}\\\tau _{zx}&\tau _{zy}&\sigma _{zz}\end{pmatrix}}}
onde os {\displaystyle \sigma } são a tensão normal, {\displaystyle \tau } tensão tangencial (tensão cisalhamento), e p é a pressão estática, associada como a parte isotrópica do tensor de tensões sem considerar se o fluido está ou não em equilíbrio.
Finalmente, temos:
{\displaystyle \rho {\frac {D\mathbf {v} }{Dt}}=-\nabla p+\nabla \cdot \mathbb {T} +\rho \mathbf {f} }
onde {\displaystyle \mathbb {T} } é a somatória da diagonal principal de {\displaystyle \mathbb {P} }.
Esta equação está ainda incompleta. Para completá-la, deve ser feita uma hipótese na forma de {\displaystyle \mathbb {P} }, que é uma necessária lei constitutiva para o tensor de tensões como mostrado abaixo.
O fluxo é tido como sendo diferenciável e contínuo, permitindo que as leis de conservação sejam expressas como equações diferenciais parciais. No caso de fluidos incompressíveis (densidade constante), as variáveis a serem selecionadas são os componentes da pressão e velocidade. Os três componentes das equações de Navier-Stokes mais a conservação da massa (equação de continuidade) formam um sistema fechado de equações diferenciais parciais bem definidas para estas variáveis, que pode ser resolvido, em principio, para condições de contorno adequadas.
A equação pode ser convertida para equações de Wilkinson pelo uso de variáveis secundárias vorticidade e função de fluxo. A solução depende das propriedades do fluxo (tais como viscosidade, calor específico, e condutividade térmica), e das soluções de contorno do domínio de estudo.
Com hipóteses adicionais, as componentes podem ser separadas.

## Formas especiais
Estas são algumas simplificações usuais do problema para as quais algumas soluções são conhecidas.

### Fluidos newtonianos
Nos fluidos newtonianos as seguintes hipóteses são válidas:
{\displaystyle p_{ij}=-p\delta _{ij}+\mu \left({\frac {\partial v_{i}}{\partial x_{j}}}+{\frac {\partial v_{j}}{\partial x_{i}}}-{\frac {2}{3}}\delta _{ij}\nabla \cdot \mathbf {v} \right)}
onde:
{\displaystyle \mu } é a viscosidade do fluido.
{\displaystyle \delta _{ij}} é o delta Kronecker (1 for i=j; 0 for i {\displaystyle \neq } j).
Para entender como isto foi derivado notemos primeiro que, no equilíbrio, {\displaystyle p_{ij}=-p\delta _{ij}}. Para um fluido Newtoniano, a variação do tensor força covariante do valor de equilíbrio é linear no gradiente da velocidade. Ele obviamente não pode depender da própria velocidade devido a Covariância de Galileu. Em outras palavras, {\displaystyle p_{ij}+p\delta _{ij}} é linear na {\displaystyle \partial _{i}v_{j}}. O fluido que são considerados aqui são invariante rotacionalmente, isto é, eles não são cristais líquidos.

### Fluidos Bingham
Nos fluidos de fluidos Bingham, tem-se algo ligeiramente diferente:
{\displaystyle \tau _{ij}=\tau _{0}+\mu {\frac {\partial v_{i}}{\partial x_{j}}},\;{\frac {\partial v_{i}}{\partial x_{j}}}>0}
Estes são fluidos capazes de suportar alguma tensão de cisalhamento antes de iniciar o escoamento. Alguns exemplos comuns são pasta de dente e massa de modelagem.

### Fluidos incompressíveis
A equação de Navier-Stokes são
{\displaystyle \rho {\frac {Du_{i}}{Dt}}=\rho f_{i}-{\frac {\partial p}{\partial x_{i}}}+{\frac {\partial }{\partial x_{j}}}\left[2\mu \left(e_{ij}-{\frac {\Delta \delta _{ij}}{3}}\right)\right]}
Para conservação de momento e
{\displaystyle \nabla \cdot \mathbf {v} =0}
para conservação da massa.
onde
{\displaystyle \rho } é a densidade,
{\displaystyle u_{i}} ({\displaystyle i=1,2,3}) são os três components da velocidade,
{\displaystyle f_{i}} forces que atuam no corpo (tais como a gravidade),
{\displaystyle p} a pressão,
{\displaystyle \mu } a viscosidade dinâmica, de um ponto do fluido;
{\displaystyle e_{ij}={\frac {1}{2}}\left({\frac {\partial u_{i}}{\partial x_{j}}}+{\frac {\partial u_{j}}{\partial x_{i}}}\right)};
{\displaystyle \Delta =e_{ii}} é a divergência,
{\displaystyle \delta _{ij}} é o delta Kronecker.
Se {\displaystyle \mu } é constante em todo o fluido, o momento da equação acima é simplificado para:
{\displaystyle \rho {\frac {Du_{i}}{Dt}}=\rho f_{i}-{\frac {\partial p}{\partial x_{i}}}+\mu \left({\frac {\partial ^{2}u_{i}}{\partial x_{j}\partial x_{j}}}+{\frac {1}{3}}{\frac {\partial \Delta }{\partial x_{i}}}\right)}
Se agora adicionalmente {\displaystyle \rho } é assumido constante, obtemos o sistema:
{\displaystyle \rho \left({\partial v_{x} \over \partial t}+v_{x}{\partial v_{x} \over \partial x}+v_{y}{\partial v_{x} \over \partial y}+v_{z}{\partial v_{x} \over \partial z}\right)=\mu \left[{\partial ^{2}v_{x} \over \partial x^{2}}+{\partial ^{2}v_{x} \over \partial y^{2}}+{\partial ^{2}v_{x} \over \partial z^{2}}\right]-{\partial p \over \partial x}+\rho g_{x}}
{\displaystyle \rho \left({\partial v_{y} \over \partial t}+v_{x}{\partial v_{y} \over \partial x}+v_{y}{\partial v_{y} \over \partial y}+v_{z}{\partial v_{y} \over \partial z}\right)=\mu \left[{\partial ^{2}v_{y} \over \partial x^{2}}+{\partial ^{2}v_{y} \over \partial y^{2}}+{\partial ^{2}v_{y} \over \partial z^{2}}\right]-{\partial p \over \partial y}+\rho g_{y}}
{\displaystyle \rho \left({\partial v_{z} \over \partial t}+v_{x}{\partial v_{z} \over \partial x}+v_{y}{\partial v_{z} \over \partial y}+v_{z}{\partial v_{z} \over \partial z}\right)=\mu \left[{\partial ^{2}v_{z} \over \partial x^{2}}+{\partial ^{2}v_{z} \over \partial y^{2}}+{\partial ^{2}v_{z} \over \partial z^{2}}\right]-{\partial p \over \partial z}+\rho g_{z}}
Equação de continuidade (assumindo incompressibilidade):
{\displaystyle {\partial v_{x} \over \partial x}+{\partial v_{y} \over \partial y}+{\partial v_{z} \over \partial z}=0}
Note que as equações de Navier-Stokes podem somente descrever o fluxo de um fluido aproximadamente, a uma escala extremamente pequenas ou sob condições extremas, fluidos reais são constituídos de uma mistura de moléculas discretas e outros materiais, tais como partículas em suspensão e gases dissolvidos, o que ira produzir resultados diferentes dos obtidos de um fluido continuo e homogêneo modelado pela equações de Navier-Stokes. Dependendo do número de Knudsen do problema, a mecânica estatística pode ser uma abordagem mais apropriada. Contudo, as equações de Navier-Stokes são úteis para um grande número de problemas práticos, dentro de suas limitações.

### Simplificações adicionais e notação vetorial e integral
As equações de Navier-Stokes podem-se expressar numa forma mais simplificada tomando as diferentes propriedades como constantes ou como variáveis, e supondo escoamentos em regime estacionário, por exemplo. Além disso, resulta mais pratico o uso da notação inicial, especialmente no caso da programação em aplicações de simulação numérica.